# فائوستو ورا
فائوستو ورا (انگلیسی: Fausto Vera؛ زادهٔ ۲۶ مارس ۲۰۰۰) بازیکن فوتبال اهل آرژانتین است.
از باشگاه‌هایی که در آن بازی کرده‌است می‌توان به باشگاه فوتبال کورینتیانس اشاره کرد.
وی همچنین در تیم‌های ملی فوتبال زیر ۱۷ سال، زیر ۲۰ سال و زیر ۲۳ سال آرژانتین بازی کرده‌است.

## افتخارات
وی در مسابقات کشوری و بین‌المللی، در بازی‌های پان امریکن، با پیراهن آرژانتین، برندهٔ مدال طلا شده‌است.